# Diplodocimorpha
Diplodocimorpha è un clade estinto di dinosauri sauropodi diplodocoidi vissuti nel Giurassico inferiore-Cretaceo superiore, circa 175-93 milioni di anni fa (Toarciano-Turoniano), in Nord America, Sud America, Africa ed Europa. Il gruppo comprende tre famiglie principali e alcuni altri generi, Rebbachisauridae, Dicraeosauridae e Diplodocidae, le cui ultime due formano Flagellicaudata. Il nome fu usato per la prima volta da Calvo & Salgado (1995), che lo definì come "Rebbachisaurus tessonei sp. Nov., Diplodocidae, e tutti i discendenti del loro antenato comune". Il gruppo non veniva usato spesso ed era sinonimo di Diplodocoidea dato che spesso i gruppi avevano lo stesso contenuto. Nel 2005, Mike P. Taylor e Darren Naish esaminarono la filogenesi e la tassonomia dei diplodocoidi e si resero conto che Diplodocimorpha non poteva essere sinonimo di Diplodocoidea. Mentre il primo era definito e basato sul nodo, il secondo era basato sulle filiali. Nel 2015, Emanuel Tschopp , Octavio Mateus e Roger Benson pubblicarono una filogenesi basata sui modelli e sulle interrelazioni tra diplodocidi e supportarono la separazione di Diplodocimorpha. Il genere Haplocanthosaurus è risultato essere più basale rispetto ai rebbachisauridi, e quindi all'esterno di Diplodocimorpha, ma più vicino a Diplodocus che a Saltasaurus e quindi all'interno di Diplodocoidea.
Il seguente cladogramma segue i risultati di Tschopp et al. (2015):
|  | Cathartesaura |
|  |               |
|  | Limaysaurus   |
|  |               |

|  | Nigersaurus   |
|  |               |
|  | Demandasaurus |
|  |               |

|  | Cathartesaura |
|  |               |
|  | Limaysaurus   |
|  |               |

|  | Nigersaurus   |
|  |               |
|  | Demandasaurus |
|  |               |

|  | Cathartesaura |
|  |               |
|  | Limaysaurus   |
|  |               |

|  | Nigersaurus   |
|  |               |
|  | Demandasaurus |
|  |               |

|  | Cathartesaura |
|  |               |
|  | Limaysaurus   |
|  |               |

|  | Nigersaurus   |
|  |               |
|  | Demandasaurus |
|  |               |

|  | Cathartesaura |
|  |               |
|  | Limaysaurus   |
|  |               |

|  | Nigersaurus   |
|  |               |
|  | Demandasaurus |
|  |               |

|  | Cathartesaura |
|  |               |
|  | Limaysaurus   |
|  |               |

|  | Nigersaurus   |
|  |               |
|  | Demandasaurus |
|  |               |

|  | Cathartesaura |
|  |               |
|  | Limaysaurus   |
|  |               |

|  | Nigersaurus   |
|  |               |
|  | Demandasaurus |
|  |               |

|  | Cathartesaura |
|  |               |
|  | Limaysaurus   |
|  |               |

|  | Nigersaurus   |
|  |               |
|  | Demandasaurus |
|  |               |

|  | Cathartesaura |
|  |               |
|  | Limaysaurus   |
|  |               |

|  | Nigersaurus   |
|  |               |
|  | Demandasaurus |
|  |               |

|  | Cathartesaura |
|  |               |
|  | Limaysaurus   |
|  |               |

|  | Nigersaurus   |
|  |               |
|  | Demandasaurus |
|  |               |

|  | Cathartesaura |
|  |               |
|  | Limaysaurus   |
|  |               |

|  | Nigersaurus   |
|  |               |
|  | Demandasaurus |
|  |               |

|  | Cathartesaura |
|  |               |
|  | Limaysaurus   |
|  |               |

|  | Nigersaurus   |
|  |               |
|  | Demandasaurus |
|  |               |

|  | Cathartesaura |
|  |               |
|  | Limaysaurus   |
|  |               |

|  | Nigersaurus   |
|  |               |
|  | Demandasaurus |
|  |               |

|  | Cathartesaura |
|  |               |
|  | Limaysaurus   |
|  |               |

|  | Nigersaurus   |
|  |               |
|  | Demandasaurus |
|  |               |

|  | Cathartesaura |
|  |               |
|  | Limaysaurus   |
|  |               |

|  | Nigersaurus   |
|  |               |
|  | Demandasaurus |
|  |               |

|  | Cathartesaura |
|  |               |
|  | Limaysaurus   |
|  |               |

|  | Nigersaurus   |
|  |               |
|  | Demandasaurus |
|  |               |